# Friedrich Christian Wilhelm Karl Sell

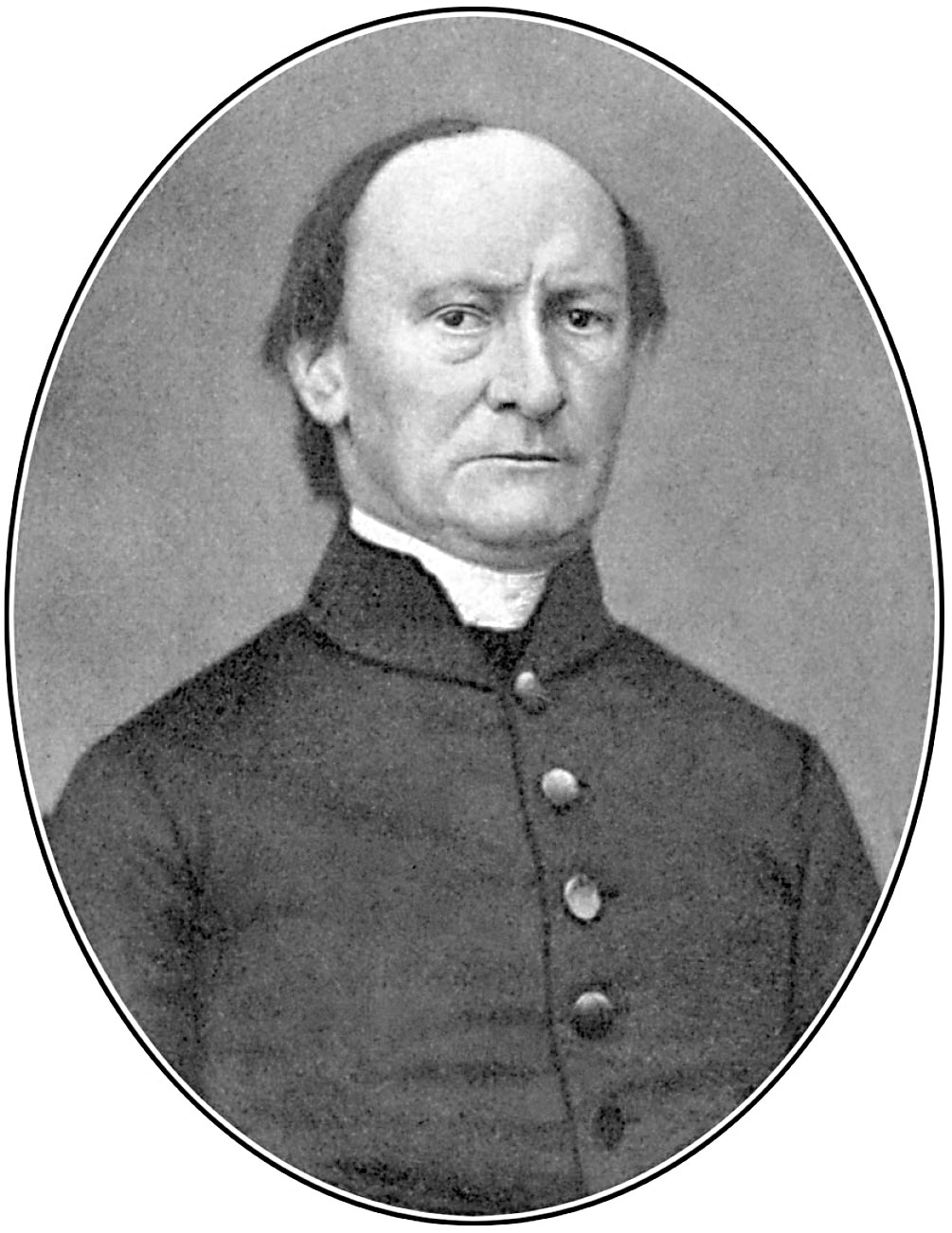
Friedrich Christian Wilhelm Karl Sell

Friedrich Christian Wilhelm Karl Sell (* 15. Dezember 1801 in Nidda; † 25. Juli 1870 in Darmstadt), war ein deutscher evangelischer Theologe.

## Leben
Sell war der Sohn des hessischen Oberforstrats und Direktors des Oberforstgerichts in Darmstadt Friedrich Ernst Ludwig Sell (* 12. April 1772 in Klingelbach bei Katzenelnbogen; † 17. Februar 1833 in Darmstadt) und dessen Frau Magdalene Dorothea Marianne Hofmann (* 14. April 1774 in Darmstadt; † 25. April 1811 in Nidda). Nachdem er ab 1811 das Gymnasium in Darmstadt besucht hatte, begann er 1818 ein Studium der Pädagogik und Theologie an der Universität Gießen und setzte dieses 1821 an der Universität Göttingen fort. Als er seine Studien abgeschlossen hatte, gründete er eine höhere Mädchenschule in Darmstadt und 1822 eine Erziehungsanstalt ebenda, die das Progymnasium ersetzte. Im April 1830 erhielt er eine Pfarrstelle in Wallerstädten. Im April 1837 erhielt er die dritte Professur am Predigerseminar und eine Stadtpfarrerstelle im hessischen Friedberg. Man übertrug ihm honoris causa die theologische Doktorwürde und er war von 1852 bis 1863 Direktor der theologischen Bildungseinrichtung in Friedberg.

## Familie
Sell war zweimal verheiratet. Seine erste Ehe schloss er am 20. August 1827 in Groß-Gerau mit Johannette Charlotte Sell (* 6. Januar 1804 in Klingelbach; † 17. November 1838 in Friedberg), Tochter des Pfarrers in Klingelbach Ludwig August Wilhelm Sell (* 2. Oktober 1758 in Klingelbach; † 8. August 1835 in Wallerstädten) und dessen zweiter Frau Friederike Justine Gerland († 18. August 1811). Seine zweite Ehe ging er am 1. Dezember 1841 in Herborn mit Luise Kempf, der Tochter des Fabrikanten in Herborn Christian Kempf, ein. Aus beiden Ehen stammen Kinder. Von diesen kennt man:
Ehe I.
1. Sohn Wilhelm Sell (* 9. Juni 1828 in Darmstadt; † 7. August 1830 in Wallerstädten)
2. Tochter Marie Luise Karoline Emilie Sell (* 19. Januar 1830 in Darmstadt; † 1. November 1892 in Düdelsheim), ⚭ 3. Mai 1855 mit dem Pfarrer in Düdelsheim August Römheld (* 2. Dezember 1824 in Dautphe; † 23. März 1909 in Darmstadt)[1]
3. Tochter Agnes Amalie Theodore Luise Sell (* 12. Juni 1832 in Wallerstädten; † 3. Dezember 1893 in Mainz) ⚭ 2. Mai 1854 in Friedberg mit dem Pfarrer in Groß-Gerau und Bingenheim Karl Heinrich Julis Römheld (* 25. Mai 1826 in Leihgestern; † 17. Mai 1890 in Seeheim an der Bergstraße)[2]
4. Sohn Friedrich Wilhelm Ludwig Sell (* 10. Januar 1833 in Wallerstädten; † 22. August 1909 in Darmstadt), 1857 Pfarrvikar und Pfarrverwalter Nieder-Modau, 1859 Pfarrer Langd, 1860 Pfarrer Wetterfeld, 1862 Pfarrer Trebur, 1863 Pfarrer Königstädten, 1865 Pfarrer Buchenau, 1866 Pfarrer Schwanheim, 1867 Pfarrer Burg-Gemünden, 1879–1904 Pfarrer Beienheim, ⚭ 22. August 1867 in Königstädten mit Amalie Karoline Luise Emilie Fernadine Johanne Römheld (* 24. Juli 1844 in Ulrichstein; † 10. September 1899 in Beienheim), der Tochter des Pfarrers in Königstädten Ludwig August Heinrich Römheld (* 10. März 1797 in Meiches bei Schotten; † 22. Dezember 1866 in Königstädten bei Groß-Gerau) und dessen zweiter Ehefrau Karoline Eleonore Auguste Johanne (geb. Happel, * 27. Oktober 1805 in Grüningen bei Gießen; † 27. Juli 1886 in Darmstadt)[3]
5. Tochter Wilhelmine (Mina) Sell (* 2. März 1835 in Wallerstädten; † 10. September 1890 in Friedberg) ⚭ 2. September 1871 in Friedberg mit dem späteren Direktor am Predigerseminar in Friedberg Dr. theol. Johann Gustav Diegel (* 24. Januar 1828 in Neu-Ulrichstein; † 21. November 1904 in Friedberg)[4]
6. Sohn Ernst Karl Sell (* 9. März 1837; † 11. April 1829 in Friedberg)

Ehe II.
1. Tochter Marie Sell (* 17. Februar 1843 in Friedberg; † 16. Mai 1898 in Hamburg) ⚭ 31. Juli 1865 in Hamburg mit dem Pfarrer an der Dreifaltigkeitskirche in Hamburg-Hamm Otto Palmer (* 1840 in Darmstadt; † 28. Februar 1905 in Nervi/Riviera)[5]

## Werke (Auswahl)
- Religionslehre in Liedversen. 1830
- Versuch über die pädagogische Bedeutung der Erziehungsweise und das Lehrverfahren Jesu Christi. 1840
- Handbuch des Katechismus der christlichen Lehre für die evangelisch-protestantische Kirche im Großherzogtum Baden. Friedberg, 1843, 2. Bde.; 2. Aufl. ebenda, 1847;
- Über Geist und Form der paulinischen Verkündigung. 1846
- Bibelgebete. 1854
- Über die Gott-Ebenbindlichkeit des Menschen (Imago divina). 1856